# Hermann Schnabel
Hermann Schnabel (* 29. März 1921 in der Nähe von Náchod im damaligen Schlesien; † 9. Juni 2010 in Hamburg) war ein deutscher Unternehmer und Philatelist.

## Leben
Laut Eigenangaben aufgewachsen im Riesengebirge bei seinen Großeltern, in einfachen Verhältnissen, lernte er erst mit 12 Jahren die deutsche Sprache. Nach einer Lehre zum Einzelhandelskaufmann war er mit 17 Jahren – damals der jüngste – Filialleiter der Lebensmittelkette Schade und Füllgrabe in Leipzig. Im Zweiten Weltkrieg war er Funker in Rommels Hauptquartier in Afrika, später in Russland Dolmetscher der Wehrmacht. Er wurde als Stoßtruppführer im Kessel von Halbe schwer verwundet und landete in Kriegsgefangenschaft. Nach dem Krieg schlug er sich als Schwarzhändler für Zigaretten durch und floh im Februar 1949 mit seiner ersten Frau und Sohn in sein Traumziel Hamburg.
Dort kaufte er 1950 den Firmennamen des 1900 von dem Kaufmann Karl Otto Helm gegründete Im- und Export-Unternehmen Karl O. Helm. Dieses baute Schnabel mit der Spezialisierung auf den Chemiehandel rasch aus. Er sprach fließend Tschechisch, da es seine Muttersprache war. Über eine 50-prozentige Beteiligung war er bis 1992 an der Deutschen Chemapol GmbH beteiligt und mit 50 Prozent an einem Joint Venture mit der Chemapol in Prag, über die der komplette Chemie-Außenhandel der damaligen Tschechoslowakei abgewickelt wurde. Als Geschäftsführer und Mehrheitsaktionär des Unternehmens HELM AG gehörte Schnabel 2001 mit einem Privatvermögen von 3 Mrd. DM zu den reichsten Deutschen. 2010 verstarb Schnabel in Hamburg. Die HELM AG wurde von 1984 bis 2012 von seinem Sohn, Dieter Schnabel, weitergeführt.

## Familie

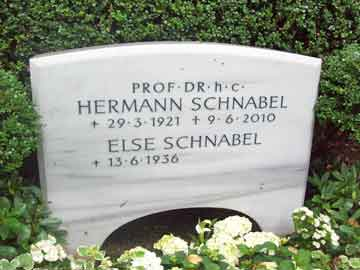
Die Grabstätte von Hermann Schnabel auf dem Friedhof Ohlsdorf

Hermann Schnabel war zweimal verheiratet und hatte zwei Söhne und eine Tochter aus erster Ehe. Seine zweite Frau, Else Frieda Schnabel, war von 1956 bis 1958 in seiner Firma Karl O. Helm in Hamburg beschäftigt. Er wohnte in Hamburg-Poppenbüttel. Seine letzte Ruhestätte fand er auf dem Friedhof Ohlsdorf.

## Sonstiges
Von 1983 bis 2003 war er Honorargeneralkonsul von Pakistan. Mit seiner zweiten Frau gründete er die Hermann und Else Schnabel Stiftung. Seine Ehefrau Else Frieda Schnabel ist noch heute im Vorstand dieser Stiftung und erbte nach seinem Tod sein gesamtes Vermögen. Hermann Schnabel stand der CDU nahe, für die er große Geldbeträge spendete.
Er besaß eine der weltweit größten Briefmarkensammlungen mit 850.000 Motiven in 1200 Alben, darunter eine Blaue Mauritius.

## Schriften
- Hermann Schnabel Das Geld liegt auf der Straße - man muss sich nur bücken! Erinnerungen. Ellert & Richter Verlag, Hamburg 2009.

## Preise und Auszeichnungen (Auswahl)
- 1989: Verdienstkreuz 1. Klasse der Bundesrepublik Deutschland
- 1990: Ehrensenator der Universität Hamburg[8]
- 1991: Ehrendoktorwürde der Wirtschaftsuniversität Prag
- 1991: Ehrenprofessur vom Hamburger Senat
- 2001: Ehrendoktorwürde der Wirtschaftsuniversität Bratislava
- 2005: Ehren-Schleusenwärter[9]